# Rio Mansôa
Der Rio Mansôa ist ein Fluss in Guinea-Bissau, der sich im nordwestlichen Teil des Landes, 50 Kilometer westlich der Hauptstadt Bissau, befindet.

## Verlauf
Der Rio Mansôa ist der viertlängste Fluss in Guinea-Bissau und erstreckt sich von der Küste aus mehr als 193 Kilometer ins Landesinnere. Der Fluss verläuft auf dem größten Teil seiner Länge parallel zum Rio Cacheu, der nördlich von ihm ebenfalls nach Westen fließt.
Wie die praktisch alle Flüsse Guinea-Bissaus hat auch der Rio Mansôa eine Trichtermündung die tief ins Land reicht. An der Mündung des Hauptarms hat er eine Breite von über 6 km. Der gezeitenbeeinflusste Bereich reicht fast bis zu der etwa 120 Flusskilometer im Landesinneren liegenden Stadt Mansôa.